# Greniers Saint-Jean d'Angers
Les greniers Saint-Jean sont possiblement des anciens bâtiments de stockage de l'ancien hôpital Saint-Jean. Il existe une incertitude sur la destination exacte de ce bâtiment au vu de son architecture.

## Historique
L'édifice est classé au titre des monuments historiques en 1914.